# Vidovec
Vidovec je općina u Hrvatskoj, u Varaždinskoj županiji.

## Zemljopis
Općina Vidovec na istoku graniči s gradom Varaždinom, na jugu s općinama Beretinec i Ivanec, na zapadu s općinom Maruševec, a na sjeveru s općinama Sračinec i Petrijanec. Teritorij općine Vidovec većim dijelom obuhvaća ravnicu, osim naselja Tužno koje je većim dijelom brežuljkasto.

## Općinska naselja
11 naselja: Budislavec, Cargovec, Domitrovec, Krkanec, Nedeljanec, Papinec, Prekno, Šijanec, Tužno, Vidovec i Zamlača.

## Stanovništvo
Prema popisu iz 2011. godine, općina Vidovec ima 5425 stanovnika. Po tvrdnji zemljopisca Dragutina Hirca (1905.) Vidovčani sebe nisu držali dijelom Varaždinske Podravine, a mještani susjednih naselja Vidovčane su nazivali „Poljancima“.
| broj stanovnika | 2182  | 2488  | 2715  | 3015  | 3335  | 3764  | 3863  | 4258  | 5027  | 5077  | 5163  | 5330  | 5450  | 5426  | 5539  | 5425  | 4915  |
|                 | 1857. | 1869. | 1880. | 1890. | 1900. | 1910. | 1921. | 1931. | 1948. | 1953. | 1961. | 1971. | 1981. | 1991. | 2001. | 2011. | 2021. |

| broj stanovnika | 168   | 191   | 202   | 219   | 250   | 225   | 270   | 400   | 486   | 508   | 566   | 685   | 824   | 846   | 847   | 851   | 769   |
|                 | 1857. | 1869. | 1880. | 1890. | 1900. | 1910. | 1921. | 1931. | 1948. | 1953. | 1961. | 1971. | 1981. | 1991. | 2001. | 2011. | 2021. |

## Povijest

### Srednji vijek
Prema navodima brojnih istraživača povijesti Varaždinske županije, kralj Andrija II. Varaždincima je 1209. godine izdao "Povelju slobodnog i kraljevskog grada". Tim je činom izrazio zahvalnost Varaždincima za iskazanu mu veliku pažnju i vjernu službu dok je bio zatočen u Knegincu. "Povelja“ se danas čuva u Državnom arhivu u Varaždinu.
Valja spomenuti da neki istraživači ipak sumnjaju u vjerodostojnost spomenute "Povelje“, to više što dio povjesnika drži da je Povelja s povlasticama, koje je 1209. godine kralj Andrija II. dodijelio Varaždincima, izgorjela.
Prihvatimo li postavku o vjerodostojnosti postojeće "Povelje slobodnog i kraljevskog grada Varaždina“, po svemu sudeći govorimo o prvom pisanom spomenu vidovečkog područja. Uz to što se u poveljnom pismu opisuju sloboštine, pismo donosi i opise granica posjeda. Među više mjesta Varaždinske županije spominje se i mjesto Domse (Domkovec, Domitrovec). Opisujući granice posjeda na temelju teksta "Povelje“, Paškal Cvekan navodi da je granica posjeda koju je odredio kralj Andrija II. godine 1209. išla od sela Radomera (Radovana) prema Plitvici te da je ravnicom prolazila između sela Domkovec i Vidovec, a zatim išla do velikog puta koji vodi do posjeda križara i dalje prema sjeveru i Dravi. Uspoređujući tekst "Povelje slobodnog i kraljevskog grada Varaždina“ kralja Andrije II. iz 1209. godine s tekstom „Povelje“ kralja Bele IV. iz 1220. godine, povjesničar Mirko Androić je došao do podataka koji osporavaju njenu autentičnost. On, naime, zaključuje da je prava "Povelja slobodnog i kraljevskog grada Varaždina“ kralja Andrije II. svakako nastala prije 1220. godine i da je izgorjela. To je i bio razlog zbog čega je kralj Bela IV. Varaždincima 1220. godine potvrdio povlastice koje im je prije bio dodijelio kralj Andrija II.

### Turske provale u 15. i 16. stoljeću
Život na širem varaždinskom prostoru tijekom XV. i XVI. stoljeća odvijao se u znaku neprestane opasnosti od upada turske vojske. Poznato je da su turski konjanici koncem XIV. stoljeća došli pred Varaždin i pustošili mjesta šire varaždinske okolice. Ništa bolji "susret“ s turskom vojskom nije imalo stanovništvo ovoga kraja ni 1532. godine. Naime, te je godine turski sultan Sulejman II. opsjedao Beč, a na putu do Beča i natrag iza sebe je ostavljao pustoš. Seljaci iz sela na Varaždinskom polju od straha su pobjegli u obližnje šume, a neki su zaklonište pronašli u utvrđenom gradu Varaždinu. Kako navodi Rudolf Horvat u "Povijesti grada Varaždina“, sve one koji su ostali kod kuće, Turci su zarobili i odveli sa sobom.
Te su godine Varaždinci s utvrđenih gradskih zidina sa strahom gledali kako pored grada prolazi brojna turska vojska. Turci nisu napali Varaždin, nego su put nastavili, a po zapaljenim kućama i dimu u okolici moglo se vidjeti kuda prolaze. Obranu cijelog sjeverozapadnog područja kralj Ferdinad I. u to je doba povjerio hrvatskom banu Nikoli Zrinskom i kapetanu Luki Sekelju. U prvoj polovici XVI. stoljeća Turci su u zapadnoj Slavoniji i Podravini zauzeli nekoliko utvrda i više sela, a početkom listopada 1552. godine posve se neočekivano pojaviše pred Varaždinom. Turskim je postrojbama zapovijedao Ulama-paša, upravitelj Požeškog sandžaka. Upoznat s pravcima kretanja turske vojske, ban Nikola Zrinski je preduhitrio Ulama-pašu tako što je prije dolaska turske vojske u Varaždinsko polje došao sa 700 konjanika u Varaždin i zajedno s kapetanom Lukom Sekeljom razradio plan obrane. Osiguravši obranu grada, Zrinski je dio vojske postavio u zasjedu kod Marčana. To će se kasnije pokazati presudnim.
Turska se vojska utaborila u Biškupcu odakle je odlazila robiti i paliti susjedna mjesta. Želeći ugrabiti što veći plijen, Ulama-paša je dio turske vojske ostavio u Biškupcu, a većinu preko vidovečkog područja poslao prema Vinici. Takav raspored snaga turske vojske znalački je iskoristio ban Nikola Zrinski. Naime, on je 4. listopada 1552. najprije porazio tursku vojsku utaborenu u Biškupcu, a zatim krenuo za Turcima koji su otišli u pravcu Vinice. S obzirom na to da je Zrinski već prije Turcima postavio zasjedu u Marčanu, turska se vojska vrlo brzo našla u okruženju tako da je pretrpjela težak poraz. Mnogi su Turci pobijeni, više ih je zarobljeno, a ostali su natjerani u bijeg. Tom su prigodom poginuli i neki ugledni Turci, među kojima i Džafer, najstariji sin Ulama-paše. U tom boju Zrinski je oslobodio brojne Hrvate koje su Turci bili pohvatali u selima oko Varaždina. Zbog svega toga, Turci su još istoga dana napustili Varaždinsko polje. Povlačeći se preko Ludbrega i Koprivnice prema Požeškom sandžaku, putem su palili podravska sela i osvećivali se za neuspjeh kod Varaždina.
O tome kako su nakon tog turskog pohoda izgledala sela Varaždinskog polja, najbolje govore podaci iz porezne knjige za 1554. godinu kada je podban Ambroz Gregorijanec raspisao i ubirao porez za minulu godinu te o tome podnio službeni iskaz. Iz tog se dokumenta, piše Rudolf Horvat, doznaje da Ambroz Gregorijenec u selima Varaždinskog polja nije mogao ubrati porez zato što su sela bila potpuno spaljena. Navodi se da su, među spaljenim selima, bila i sela Vidovec, Budislavec, Zamlača, Nedeljanec i Gojanec. Sela su vrlo teško obnavljana, a jedan dio stanovništva se odselio u druge sigurnije krajeve. I u narednim desetljećima stanovništvo ovoga područja živjet će u stalnom strahu od mogućeg dolaska turskih konjanika. Povijesnica općine Vidovec bilježi da je hrvatskom banu Franji Batthyaniu (1525. – 1530.), uz kuću u Varaždinu, pripadalo i imanje Zamlača na kojem je imao kuriju.

### Epidemija kuge
Na širem europskom prostoru Turci su ostali zapamćeni i po tome što su iz Male Azije, uz glad i rat, donijeli i kugu. U Varaždinu je prvi takav slučaj zabilježen 1599. godine kada je u zapisnik Hrvatskog sabora zapisano da su zbog kuge opustjele mnoge kmetske kuće. Kugu su, zapisano je, u Varaždinštinu donijeli Vlasi koji su bili doselili iz okolice Pakraca. Stanovništvo je zacijelilo rane, no nedugo zatim opet se pojavila kuga. Godine 1682. godine kuga je harala srednjom Europom, a u Hrvatsko zagorje došla je iz Štajerske. Vrlo brzo se pojavila u varaždinskoj okolici. Posebno velika smrtnost, navodi R. Horvat, bila je u selima Vidovec, Križovljan i Gornja Voća. U strahu od kuge varaždinsko je Gradsko vijeće zaključilo da će, ako grad bude pošteđen te opake bolesti, izgraditi Kapelicu sv. Fabijanu i Sebastijanu. Kuga je zaobišla grad, a Varaždinci su ispunili svoj zavjet. Tridesretak godina kasnije (1712.) kuga će se ponovo pojaviti, a ovaj će put u varaždinski kraj doći iz Mađarske. lako su u Varaždinu i okolnim selima zabilježeni samo pojedinačni slučajevi oboljenja, strah od mogućeg razvoja epidemije nagnao je Varaždince da se zavjetuju kako će, ako ih ta opaka bolest zaobiđe, u čast sv. Roka podići kapelicu, što su i učinili. Pojava kuge opet je bila tema o kojoj je raspravljao Hrvatski sabor, a u Varaždinu i okolici besplatno je bolesnike liječio dr. Ivan Baptista Maczacurachy.

### 18. i 20. stoljeće
Život ni u narednim stoljećima nije bio ništa lakši. Naprotiv, već u proljeće 1731. godine u većini sela pojavila se tzv."marvinska kuga" koja je gotovo uništila stočni fond. Za tu je godinu zabranjeno održavanje sajmova i prodaja stoke, a za prekršitelje tih odredbi bile su predviđene kazne. Društvena i politička previranja u drugoj polovici XVIII. stoljeća, a posebice sredinom XIX. stoljeća snažno su odjeknula Varaždinom, ali i okolnim selima u kojima su nositelji novih naprednih i rodoljubnih ideja imali svoje podanike, posjede i dvorce. Neke od povijesnih crtica iz toga doba obrađene su u poglavljima o Župi Vidovec, Dvorcu Krkanec i drugima, kao i neki od događaja XX. stoljeća. Politička i društvena previranja koja su obilježila europsko XX. stoljeće, razumljivo, imala su odjeka i u mjestima vidovečkog područja.

#### Razdoblje Prvog i Drugog svjetskog rata
Tijekom Prvog svjetskog rata (1914. – 1918.) Vidovec nije izravno osjetio strahote ratnih razaranja, no rat je itekako bio nazočan u svakodnevnom životu. Brojni su Vidovčani služili u 16. pješačkoj pukovniji boreći se najprije na srpskom, a zatim ruskom frontu. Odlasci na bojišta, vijesti o zarobljavanju i pogibiji mještana te materijalno siromaštvo glavna su obilježja vidovečkih ratnih godina Prvog svjetskog rata. Između dva svjetska rata na vidovečkom području najznačajnija politička i društvena zbivanja bila su u znaku radićevštine i djelovanja Hrvatske seljačke stranke. lako, tijekom Drugog svjetskog rata (1941. – 1945.) na području današnje općine Vidovec nisu zabilježena neka veća ratna djelovanja, rat je ostavio duboki trag. Proglašenje Nezavisne Države Hrvatske najveći je broj mještana pozdravio s oduševljenjem, no kako je rat odmicao sve je više bilo pristalica partizanskog pokreta. To je dovelo do toga da se jedan dio mještana našao na suprotstavljenim stranama. Posebno su teški bili mjeseci nakon završetka rata kada je, bez valjanog suđenja, ubijeno pedesetak ljudi.

## Gospodarstvo
Razvijeno je malo i srednje poduzetništvo.
Desetak je ugostiteljskih objekata te preko 20 prijevozničkih obrta.
Veliki je broj OPG-ova (500). Poljoprivredna proizvodnja (povrtlarstvo, cvjećarstvo) čini okosnicu gospodarstva općine.
Proizvodnja Varaždinskog zelja, kao zaštićenog proizvoda na nivou Europske unije, učinila je prepoznatljivim vidovečke poljoprivrednike.

## Spomenici i znamenitosti
U centru Vidovca nalazi se kip "trpećeg Isusa" iz 16. stoljeća, koji je vrlo rijedak, ali tipičan za vrijeme izgradnje. Obnovljen je i nadograđen 1941.
Dvorac Krkanec, spomenik nulte kategorije, nekada je bio u vlasništvu obitelji Patačić. Najpoznatiji je po svojem "Vinskom sveučilištu" i "Pajdašiji od Pinte" grofa Baltazara III. Patačića.
Dvorac Vidovec sa svojim perivojem spomenik je parkovne arhitekture.
Na raskršću kod ulaza u naselje Šijanec nalazi se spomenik Vidovečka mati slobode podignut u spomen svim ljudima s područja općine Vidovec koji su svoje živote dali za Domovinu Hrvatsku, te žrtvama komunističkog terora nakon Drugog svjetskog rata. U Cargovcu se nalazi kapelica sv. Florijana, izgrađena 1880. godine.

## Poznate osobe
- Vladoj Köröskenyi, hrvatski šumarski stručnjak, autor prve knjige o šumarstvu na hrvatskom jeziku.

## Obrazovanje
Na području Općine Vidovec nalaze se dvije osnovne škole i to Osnovna škola Vidovec s Područnom školom u Nedeljancu, te Osnovna škola u Tužnom s područnom školom u Črešnjevu. U Općini djeluje Dječji vrtić "Škrinjica", čiji je vlasnik Općina Vidovec.

## Kultura
- KUD Vidovec – organizator Zeljarijade-kulturno gospodarske manifestacije (najduža sarma na svijetu 1100 m)[5]
- Udruga Lijepa Naša
- Udruga žena Općine Vidovec
- Europski kulturni krug – organizator Međunarodnih kazališnih igara na njemačkom jeziku "Theaterspiele", u okviru OŠ Vidovec organiziraju se ove Dramske igre na njemačkom jeziku[6]

## Vatrogastvo
- VZO Vidovec
- DVD Vidovec

DVD Vidovec-najstarija je udruga na području Općine Vidovec, osnovana prije 130 godina. Ima preko 130 članova i od svog osnutka 1890. godine djeluje bez prekida. Jedan od najistaknutijih članova je bio Ivan Papec, član društva od 1936. godine, dugogodišnji predsjednik društva i kapelan limene glazbe. Društvo djeluju na razvoju protupožarne zaštite, te aktivno sudjeluje u društvenom i kulturnom životu na području cijele Općine. 
- DVD Tužno
- DVD Nedeljanec-Prekno

## Šport
- MRK Vidovec
- NK Nedeljanec
- NK Budućnost Vidovec
- NK Sloboda Tužno
- ŠRD Vidovec
- MK Zeljarski Dizelaši

## Vanjske poveznice
- Službene stranice